# Орлово (Сюмсинський район)
Орло́во (рос. Орлово) — присілок у складі Сюмсинського району Удмуртії, Росія.
Населення — 1 особа (2010; 22 в 2002).
Національний склад (2002):
- росіяни — 73 %
- удмурти — 27 %